# Lista meczów reprezentacji Luksemburga w piłce nożnej mężczyzn na Letnich Igrzyskach Olimpijskich
Lista meczów reprezentacji Luksemburga na Igrzyskach Olimpijskich

## Antwerpia 1920
| Nr | Przeciwnik | Miejsce         | Data             | Runda             | Wynik     |
| -- | ---------- | --------------- | ---------------- | ----------------- | --------- |
| 1  | Holandia   | Bruksela Belgia | 28 sierpnia 1920 | I runda pucharowa | 0:3 (0:1) |

## Paryż 1924
| Nr | Przeciwnik | Miejsce       | Data         | Runda             | Wynik     |
| -- | ---------- | ------------- | ------------ | ----------------- | --------- |
| 2  | Włochy     | Paryż Francja | 29 maja 1924 | I runda pucharowa | 0:2 (0:2) |

## Amsterdam 1928
| Nr | Przeciwnik | Miejsce            | Data         | Runda             | Wynik     |
| -- | ---------- | ------------------ | ------------ | ----------------- | --------- |
| 3  | Belgia     | Amsterdam Holandia | 27 maja 1928 | I runda pucharowa | 3:5 (3:3) |

## Berlin 1936
| Nr | Przeciwnik | Miejsce | Data            | Runda             | Wynik     |
| -- | ---------- | ------- | --------------- | ----------------- | --------- |
| 4  | Niemcy     | Berlin  | 6 sierpnia 1936 | I runda pucharowa | 0:9 (0:2) |

## Londyn 1948
| Nr | Przeciwnik | Miejsce                  | Data          | Runda              | Wynik     |
| -- | ---------- | ------------------------ | ------------- | ------------------ | --------- |
| 5  | Afganistan | Brighton Wielka Brytania | 26 lipca 1948 | runda eliminacyjna | 6:0 (3:0) |
| 6  | Jugosławia | Londyn Wielka Brytania   | 31 lipca 1948 | I runda pucharowa  | 1:6 (0:1) |

## Helsinki 1952
| Nr | Przeciwnik      | Miejsce         | Data          | Runda             | Wynik                       |
| -- | --------------- | --------------- | ------------- | ----------------- | --------------------------- |
| 7  | Wielka Brytania | Lahti Finlandia | 16 lipca 1952 | runda wstępna     | 5:3 (3:3, 0:1), po dogrywce |
| 8  | Brazylia        | Kotka Finlandia | 20 lipca 1952 | I runda pucharowa | 1:2 (0:1)                   |

Bilans
|                 | zwycięstwa | remisy | porażki |
| ogółem          | 2          | 0      | 6       |
| dom             | 0          | 0      | 0       |
| wyjazd          | 0          | 0      | 1       |
| neutralny teren | 2          | 0      | 5       |

|                 | strzelone | stracone |
| ogółem          | 16        | 30       |
| dom             | 0         | 0        |
| wyjazd          | 0         | 9        |
| neutralny teren | 16        | 21       |